# Krajevna skupnost Martin Konšak
Krajevna skupnost Martin Konšak (krajše KS Martin Konšak) je nekdanja krajevna skupnost, ki je pokrivala osrednji del Tezna in delovala v okviru Občine Maribor-Tezno. Ime je dobila po slovenskem političnem delavcu Martinu Konšaku. Sedež KS se je nahajal na Bevkovi ulici 2. 

## Zgodovina
KS je bila ustanovljena leta 1978 na podlagi referenduma o ustanovitvi novi KS na področju Tezna. Z delovanjem je prenehala leta 1996 ko se je skupaj z ostalima tezenskima krajevnima skupnostima Slava Klavora in Silvira Tomasini združila v enotno Mestno četrt Tezno. 

## Geografija
Bila ena izmed treh tezenskih KS in je pokrivala osrednji del Tezna. Meje KS so potekale: na severu po ulici Šercerjeve brigade, na zahodu po gozdni liniji Stražunskega gozda, na jugu po ulici heroja Nandeta čez Ptujsko cesto, tako da je celoten kompleks TAM-a pripadal sosednji KS Silvira Tomasini in na vzhodu po železniški progi. Merila je približno 100 ha. V KS se je nahajal tudi sedež občine Maribor-Tezno.

## Prebivalstvo
V KS je leta 1987 živelo 1324 gospodinjstvih, približno 3500 prebivalcev, večinoma v blokovskih naseljih TAM-a.

## Izobraževanje
V KS sta delovali OŠ Martina Konšaka in enota Vrtca Tezno. 

## Telekomunikacijski objekt Maribor-Tezno
V KS Martin Konšak se je nahajal tudi Telekomunikacijski
objekt Maribor-Tezno, pogovorno imenovan tudi stolp oz. antena. Visok je 114 m in izstopa iz
sicer gosto poseljenega območja. Objekt je bil zgrajen že leta 1948 in se
nahaja v štirikotniku med Keleminovo, Prekmursko, Nikovo in Romihovo ulico ter
je v upravljanju javnega zavoda RTV Slovenija. Prvotno je služil zgolj za
srednjevalovno oddajanje Radia Maribor. Objekt se je kasneje uporabljal za oddajanje
radijskih programov v FM tehniki in televizijskih programov v analogni, kot
tudi digitalni tehniki. Upravljavec ga danes uporablja za oddajanje radijskih
programov ter v komercialne namene, saj so na njem
nameščene bazne postaje za različne mobilne operaterje za širše področje
Maribora. V objektu ima sedež tudi vzdrževalna
ekipa RTV Slovenije, za celotno omrežje severovzhodne Slovenije. 